# Latijnse School (Nijmegen)

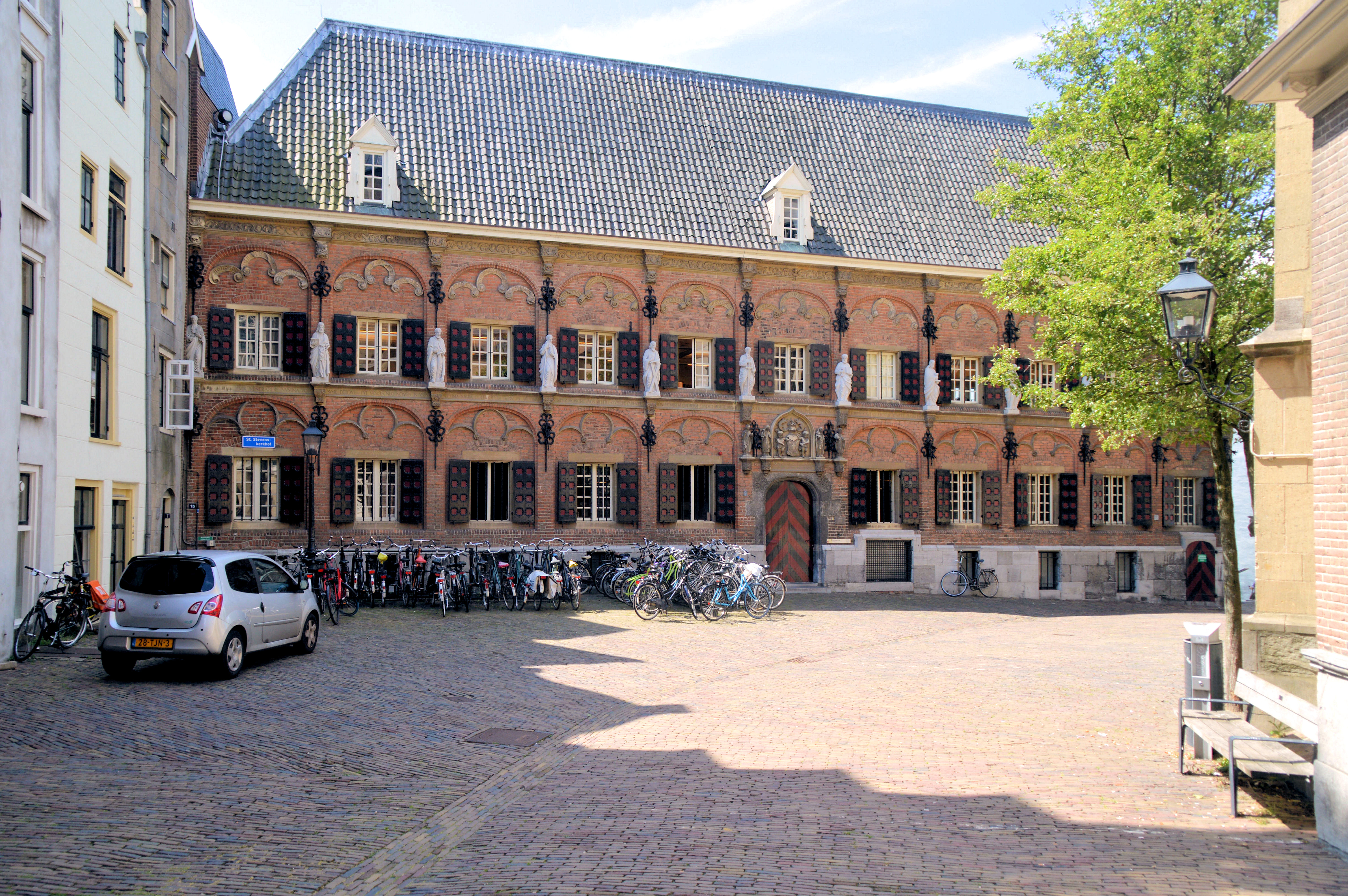
Latijnse School

De Latijnse School is een voormalige Apostolische of Latijnse school in de Nederlandse stad Nijmegen, gevestigd aan het Sint-Stevenskerkhof (nr. 2). Het gebouw is bereikbaar vanaf de Grote Markt via de Sint-Stevenspoort. 

## Geschiedenis
De school is omstreeks 1544-1545 gebouwd door architect Herman van Herengrave, in vroeg-renaissancistische stijl.
In 1842 werd de Latijnse school omgezet in een gymnasium, het Stedelijk Gymnasium Nijmegen. Vervolgens zijn er verschillende instellingen gevestigd geweest. Het gebouw werd in 1965 gerestaureerd. Sindsdien is er een stedenbouwkundig adviesbureau gevestigd.
Tegenwoordig is het gebouw een rijksmonument en draagt nummer 31170.

## Fotogalerij

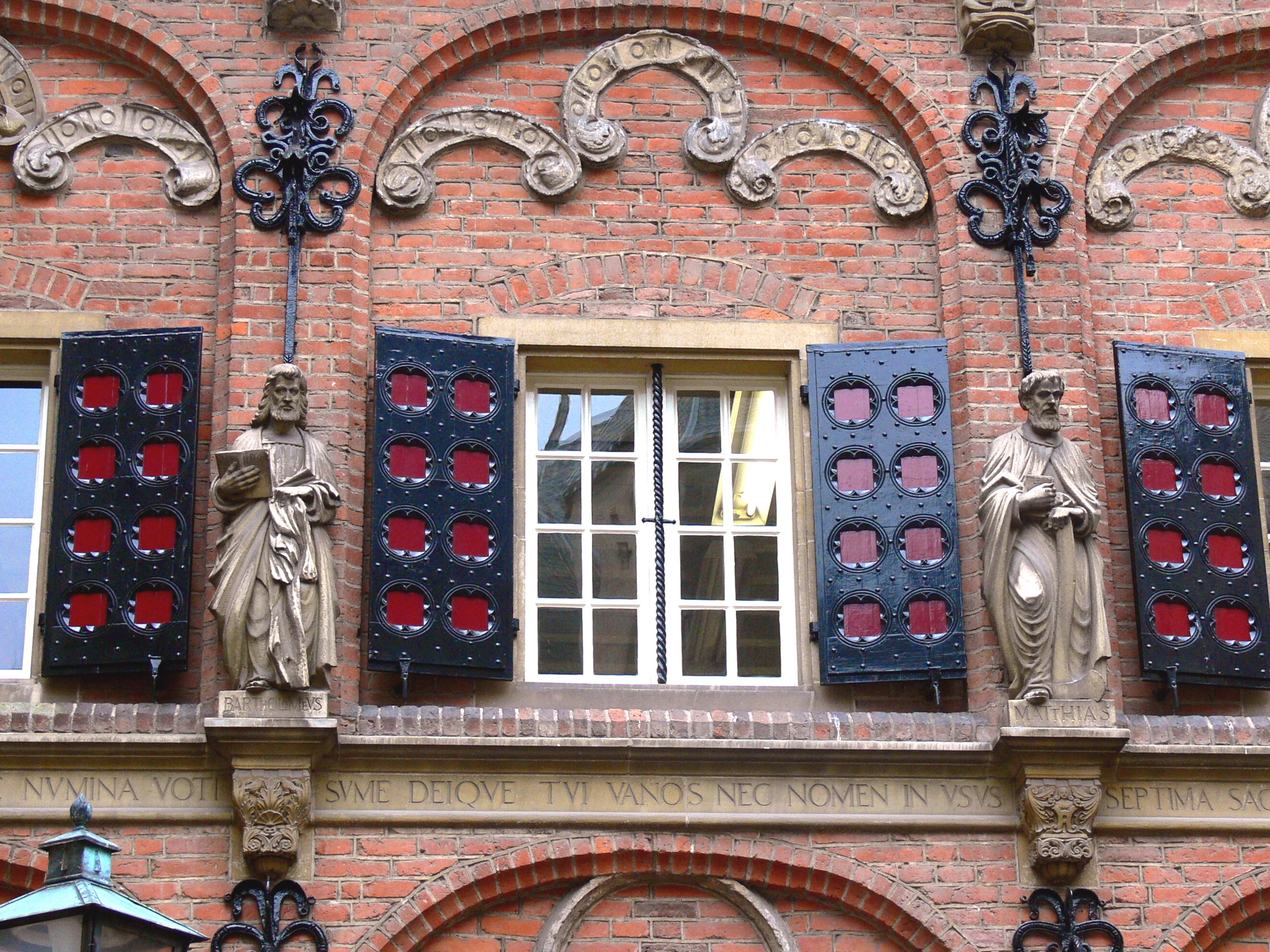
Detail van een raamboog
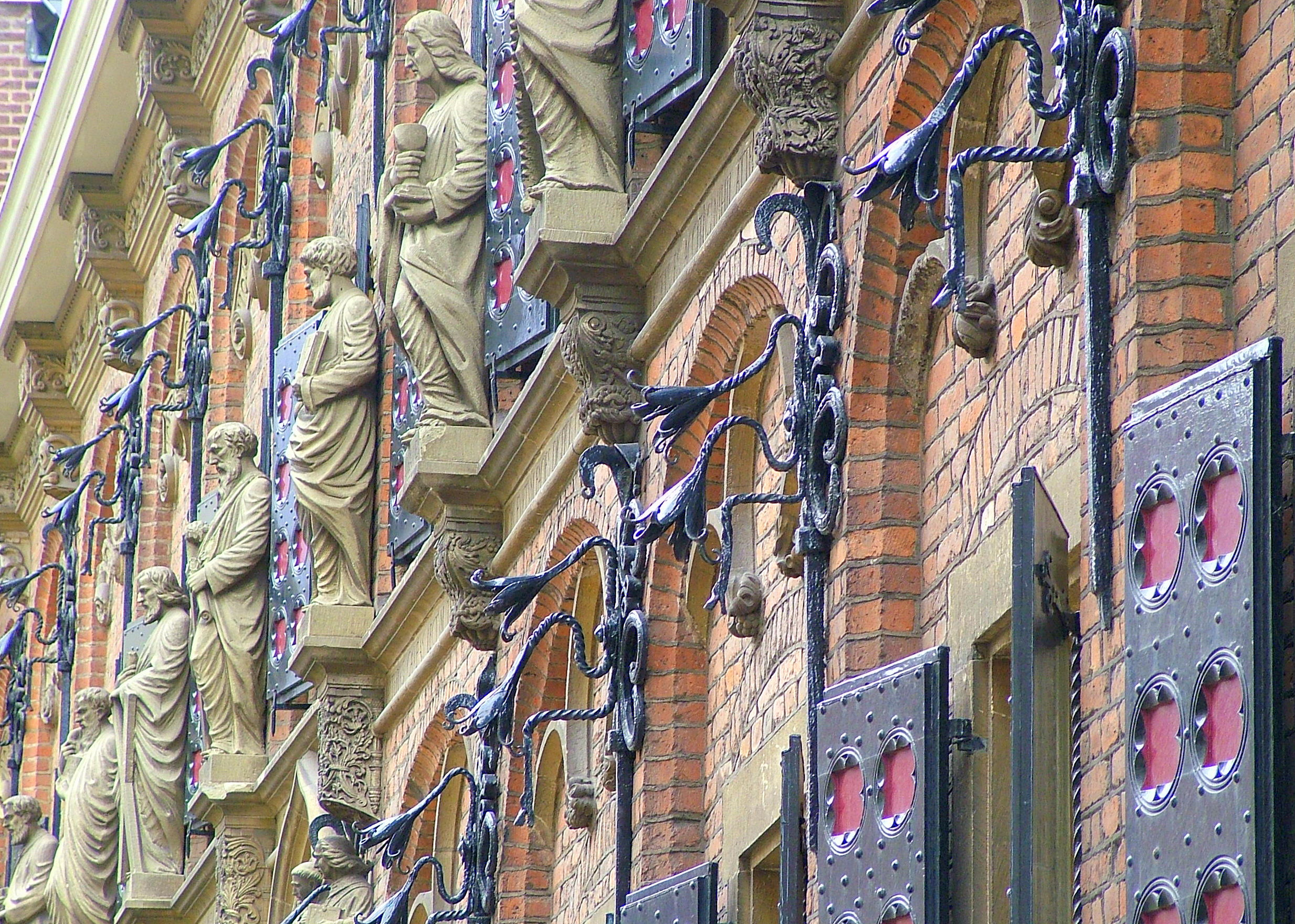
Detail van de gevel met apostelbeelden en muurankers
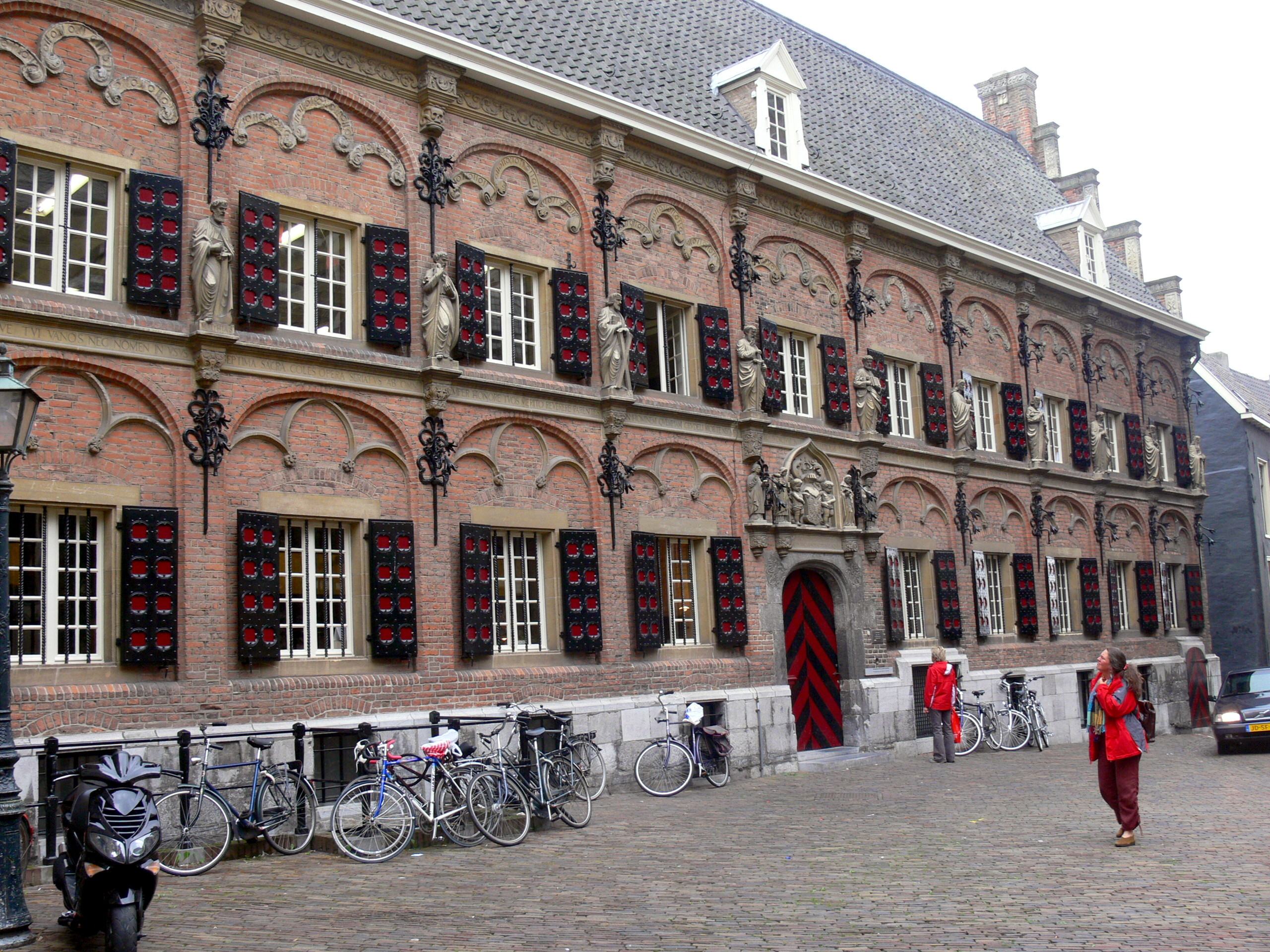
De Latijnse school aan het Sint-Stevenskerkhof.